# 2,4-dienoil-CoA reduttasi (NADPH)
La 2,4-dienoil-CoA reduttasi (NADPH) è un enzima appartenente alla classe delle ossidoreduttasi, che catalizza la seguente reazione:
trans-2,3-dideidroacil-CoA + NADP+ ⇄ trans,trans-2,3,4,5-tetradeidroacil-CoA + NADPH + H+
I migliori substrati per la riduzione contengono una struttura 2,4-diene con una lunghezza della catena di 8 o 10 atomi di carbonio.